# Nova Lucena
Nova Lucena é um município de  quarta classe de renda municipal (d) na província Iloilo, nas Filipinas. De acordo com o censo de 1 de maio  de  2020 possui uma população de 24 314 pessoas e 5 812 domicílios.